# Сканија
За остала значења погледати Сканија (вишезначна одредница).
Сканија (швед. Skåne, лат. Scania) је најјужнија шведска покрајина. До 1658. године Сканија је била данска територија и што се тиче културе и историјског наследства се разликује од осталих делова Шведске. Становници Сканије, којих има око 1.200.000 (13% укупног становништва Шведске). Сканија је подељена у 33 општине. Највећа општина и град је Малме.

## Географија
Сканија се простире на 11.027 km² на југу Шведске, што износи 3% територије те земље. Налази се на обалама Балтичког мора, Категата и Ересунда, преко пута кога је Данска. На северу се граничи са покрајинама Смоланд и Халанд а на истоку је Блекинге. Границе Сканије се готово подударају са границама регије Сканије, с тим сшто Сканија захвата и мали део регије Халанд.
Већи део Сканије покривају шуме, поготово северне делове. У западним и јужним деловима, те око града Кристијанстада, простиру се равнице чија земља спада међу најплодније на свету. Највиши врх је Седеросен (212 m надморске висине), који је и национални парк. Највеће језеро је Ивешен (54 km²).
Кулаберг је природни резерват у северозападној Сканији, у близини града Хеганеса, гора која је дом ретким птицама и популарно излетиште за на пример пецање и камповање.

## Историја
Око 970. године Сканија постаје део Данског царства. Касније, крајем 11. века, бива све значајнија покрајина истога. Записано је да је у Сканији већ тада постојало 300 цркава.
После многих крвавих шведско-данских ратова, Сканија припада Шведској Роскилдским миром 1658. године. Након тога Данци у неколико наврата покушавају да врате контролу над Сканијом. Локално становништво организује и герилу, али без успеха. Шведске власти су приморали мушуко становништво да потпише уговор о лојалности шведском краљу. Последњи напад на Шведску Данци врше 28. фебруара 1710. године, током Нордијског рата, у великој бици код Хелсингборга. У бици је убијено 5.000 од укупно 14.000 данских војника и 800 шведских. После битке престају данске амбиције да поново завладају Сканијом, а Хелсингборгу је требало више од 150 година да се опорави.

## Градови
90% становништва Сканије живи у градовима, којих има 13:
- Малме (450.000 становника)
- Хелсингборг (121.000)
- Лунд (102.000)
- Кристијанстад (75.000)
- Хеслехолм (49.000)
- Трелеборг (39.000)
- Енгелхолм (38.000)
- Ландскруна (37.000)
- Еслев (30.000)
- Истад (27.000)
- Хеганес (23.000)
- Симрисхамн (19.000)
- Сканер-Фалстербо (7.000)